# Liste der höchsten Berge in Uruguay
Die Liste der höchsten Berge in Uruguay führt die höchsten Berge bzw. Hügel (spanisch Cerro) auf dem Territorium der Republik Östlich des Uruguay auf. Nur die folgenden beiden Berge sind höher als 500 m über Meereshöhe:
- Cerro Catedral (Uruguay)
- Cerro de las Ánimas

Beide befinden sich im Departamento Maldonado.